# Nagylóc
Nagylóc là một thị trấn thuộc hạt Nógrád, Hungary. Thị trấn này có diện tích 39,12 km², dân số năm 2010 là 1596 người, mật độ 41 người/km².